# Jingle Bells
Jingle Bells, originalmente conhecida como One Horse Open Sleigh, é uma das mais comuns e conhecidas canções natalinas do mundo. Foi escrita e composta por James Lord Pierpont (1822–1893) e publicada como One Horse Open Sleigh em 16 de setembro de 1857, sendo que, originalmente, se tratava de uma canção para o dia de ação de graças e não para o Natal. A canção retrata as experiências do eu lírico ao andar pela neve em um trenó puxado a cavalo.

## Em Português
A canção foi traduzida e adaptada para muitos idiomas. No Brasil, ela recebeu uma versão em português de Evaldo Rui conhecida como Sino de Belém, com a temática do nascimento de Jesus. João Dias a gravou em disco de 78rpm pela Odeon, em 4 de outubro de 1941, para o suplemento de dezembro daquele ano.

## Partitura
Jingle Bells está disponibilizada em partitura para download gratuito no sítio do Domínio Público. Além disso, é uma das obras digitalizadas pelo Projeto Gutenberg o qual cedeu para o repertório de obras digitais gratuitas brasileiro.

## Letra
| Original | Tradução |
| --- | --- |
| Dashing through the snow In a one-horse open sleigh O'er the fields we go Laughing all the way Bells on bobtail ring Making spirits bright What fun it is to laugh and sing A sleighing song tonight Refrão Jingle bells, jingle bells Jingle all the way Oh! What fun it is to ride In a one-horse open sleigh (2x) A day or two ago I thought I'd take a ride And soon, Miss Fanny Bright Was seated by my side, The horse was lean and lank Misfortune seemed his lot He got into a drifted bank And then we got upsot Refrão A day or two ago The story I must tell I went out on the snow And on my back I fell A gent was riding by In a one-horse open sleigh He laughed as there I sprawling lie But quickly drove away Refrão Now the ground is white Go it while you're young Take the girls tonight and sing this sleighing song Just get a bobtailed bay Two forty as for his speed And hitch him to an open sleigh And crack! You'll take the lead | Deslizando pela neve Em um trenó aberto de um cavalo Sobre os campos vamos Rindo por todo o caminho Os sinos no rabo cortado tocam Fazendo espíritos brilharem Que divertido é rir e cantar Uma canção de trenó esta noite Refrão Batem os sinos, batem os sinos Batem por todo o caminho Ó! Que divertido é passear Num trenó aberto de um cavalo (2x) Um dia ou dois atrás Achei que daria um passeio E em pouco tempo, a senhorita Fanny Bright Estava sentada ao meu lado O cavalo estava magro e esguio A má sorte parecia sua sina Ele foi parar numa ladeira E então nos capotamos Refrão Um dia ou dois atrás A história tenho que contar Eu saí na neve E caí de costas Um senhor estava por perto Num trenó aberto de um cavalo Ele riu pois eu estava lá desajeitado Mas logo se afastou Refrão Agora o chão está branco Vá lá enquanto é jovem Leve as garotas esta noite E cante esta canção de trenó Arrume um cavalo marrom de rabo cortado Dois quarenta de velocidade E amarre-o num trenó aberto E pronto! Assumirá o controle |

## Média/Mídia
- Problemas na execução dos arquivos? Veja Introdução à mídia.

## No espaço
Jingle Bells foi primeira música tocada no Espaço.
No dia 16 de dezembro de 1965 a tripulação do Gemini 6A decidiu entrar no espirito natalício e tocar esta clássica música de Natal durante a sua viagem ao Espaço. “Jingle Bells” entrou assim para a lista dos recordes, como a primeira música a ser tocada neste local tão remoto.